# NGC 16
Az NGC 16 egy lentikuláris galaxis a Pegasus csillagképben.

## Felfedezése
Az NGC 16 galaxist John Herschel fedezte fel 1784. szeptember 8-án.

## Tudományos adatok
A galaxis 3100 km/s sebességgel távolodik tőlünk.